# Norma Seltzer Goldstein
Norma Seltzer Goldstein (Campinas, 26 de outubro de 1941) é uma professora e pesquisadora brasileira conhecida por seus trabalhos sobre poesia e ensino de língua materna. É professora da Faculdade de Filosofia, Letras e Ciências Humanas da Universidade de São Paulo.

## Obras selecionadas
- Do penumbrismo ao modernismo: o primeiro Bandeira e outros poetas significativos (1983)
- Versos, sons, ritmos (1985)
- Análise do poema (1988)
- Roteiro de Leitura: Romanceiro da Inconfidência, de Cecília Meireles (1998)
- Traços marcantes no percurso poético de Manuel Bandeira (2005)